# ريلاينارس
بلدية ريلينارس (بالكاتالانية: Rellinars) هي إحدى بلديات مقاطعة برشلونة، والتي تقع في منطقة كاتالونيا، شرق إسبانيا.
يبلغ عدد سكانها 658 نسمة وفقاً لإحصائية سنة (2007).